# Hank Paulson

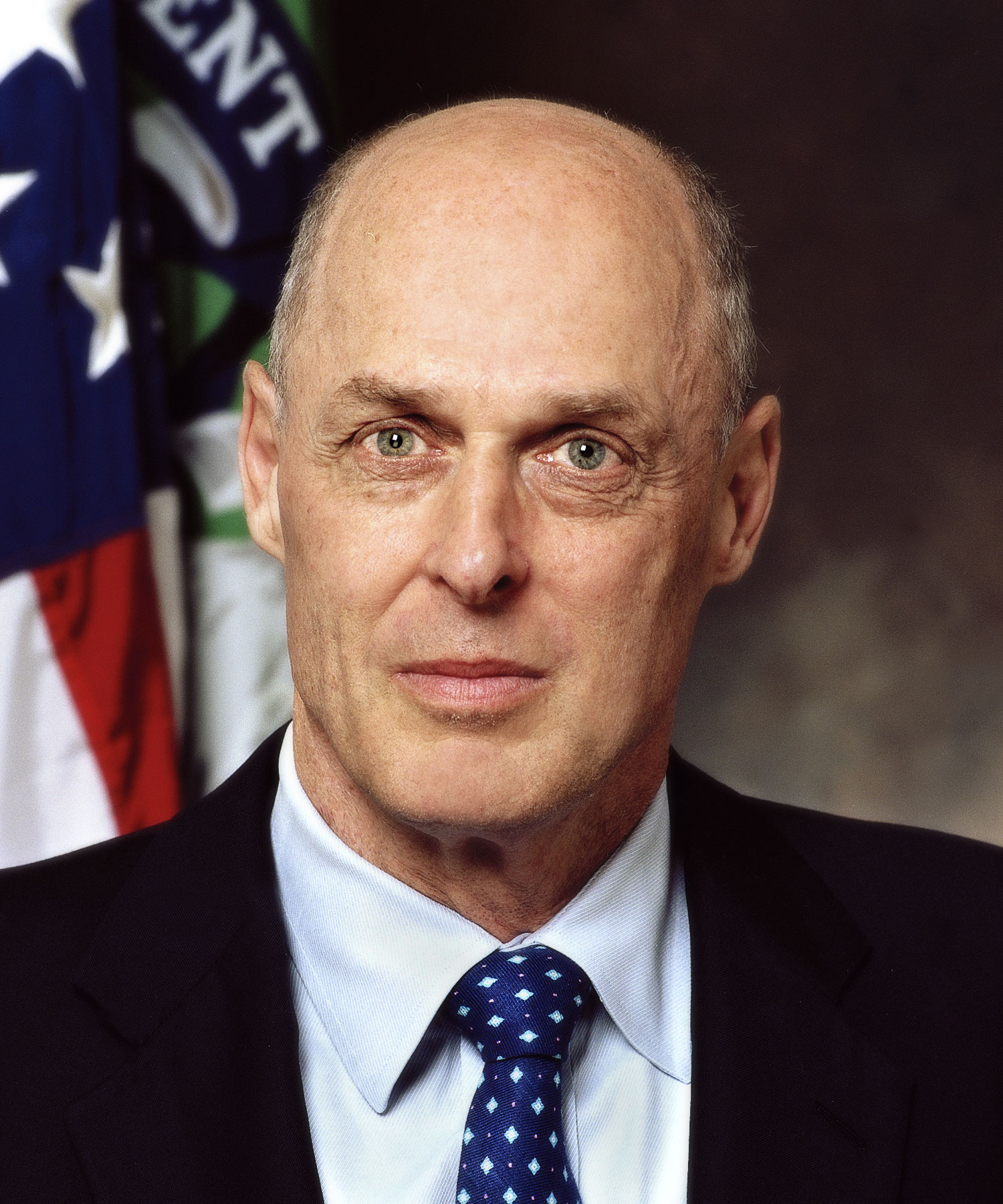
Henry Paulson, de voormalig Treasury Secretary of minister van Financiën van de Verenigde Staten

Henry Merritt (Hank) Paulson Jr. (Palm Beach (Florida), 28 maart 1946) is een Amerikaans politicus en voormalig topfunctionaris.
Van 3 juli 2006 tot 20 januari 2009 was hij de United States Treasury Secretary, of minister van Financiën van de Verenigde Staten van Amerika. Op 26 januari 2009 nam Timothy Geithner deze functie van hem over. Ook was hij een lid van de Raad van Beheer van het International Monetary Fund. Hij was vroeger voorzitter en Chief Executive Officer (CEO) van Goldman Sachs. 
Paulson behaalde in 1970 een MBA van de Harvard Business School, werkte een tijd voor de regering van Richard Nixon als assistent van John Ehrlichman alvorens van 1974 tot 1995 een carrière bij Goldman, Sachs & Co uit te bouwen. 
Door de kredietcrisis kwam hij meermaals in het nieuws. Hij is ook een van de architecten van de Emergency Economic Stabilization Act en stelde ook zijn vroegere medewerker bij Goldman, Neel Kashkari, op 6 oktober 2008 aan als interimhoofd van het Departement voor Financiële Stabiliteit.
- Bibsys: 15021202
- Biblioteca Nacional de España: XX5624145
- Bibliothèque nationale de France: cb15987833x (data)
- Catàleg d'autoritats de noms i títols de Catalunya: 981058594849906706
- CiNii: DA18218184
- Gemeinsame Normdatei: 13656965X
- International Standard Name Identifier: 0000 0001 1493 9877
- Library of Congress Control Number: no2007008228
- Nationale Bibliotheek van Letland: 000251868
- Bibliotheek van het Japanse parlement: 01212505
- Nationale Bibliotheek van Tsjechië: xx0214909
- Nationale Bibliotheek van Israël: 987007583665505171
- Nationale Bibliotheek van Polen: a0000002734880
- Nederlandse Thesaurus van Auteursnamen: 326092404
- Réseau des bibliothèques de Suisse occidentale: 02-A017522301
- Système universitaire de documentation: 146161807
- Virtual International Authority File: 79248388
- WorldCat: E39PBJppD3wCPrgmWKbcYMgxjC